# Семь Колодезей (посёлок)
Семь Колодезей (также Зибенбрунн, Кузел-Куй, Раппа, (нем. Siebenbrunn — «Семь колодцев») — упразднённый населённый пункт в Ленинском районе Республики Крым, включённый в состав Ильичёво, сейчас (2017) — восточная часть села.
Существует две легенды о происхождении названия посёлка. По одной (судя по контексту, «новодельной»-послевоенной, когда придумывались легенды, не упоминавшие депортированные народы) некогда чабаны искали в степи воду, которая оказалась только в седьмом колодце. По другой семь, записанной со слов бышего работника у немцев-колонистов, колодцев уже было семь и принадлежали они немцу-колонисту, который безвозмездно делился ею с односельчанами. После смерти хозяина его сын запер колодцы и начал продавать воду. Когда же некий бедный странник, не имея возможности купить, умер от жажды, вода ушла из колодцев. Вскоре, не имеч возможности вести хозяйство, владелец ушел из этих мест, а спустя годы вода появилась вновь.

## История
Немецкое селение Зибенбрунн, на территории Петровской волости Феодосийского уезда, было основано в 1878 году на 7000 десятинах земли. В 1880 году в Семиколодцах была открыта начальная немецкая школа (со сроком обучения 7 лет). Преподавались Закон Божий, немецкий и русский языки, арифметика, география, чистописание, черчение, пение. В 1891 году в школе обучалось 10 мальчиков и 9 девочек. Согласно «Памятной книге Таврической губернии 1889 года», по результатам Х ревизии 1887 года, в деревне Семиколидуш числилось 11 дворов и 59 жителей. По «…Памятной книжке Таврической губернии на 1892 год» в Семиколодцы, входившем в Кенегезское сельское общество, числилось 40 жителей в 6 домохозяйствах, а в безземельной части, не входившей в сельское общество — 17 жителей, домохозяйств не имеющих. На верстовой карте Крыма 1896 года в селении обозначено 19 дворов с немецким населением По «…Памятной книжке Таврической губернии на 1900 год» в деревне Семиколодцы, входившей в Кенегезское сельское общество, числилось 98 жителей в 16 домохозяйствах, на частной земле. В 1904 году население — 35 человек, в 1911 году 209. На 1914 год в селении действовало немецкое земское училище. По Статистическому справочнику Таврической губернии. Ч.II-я. Статистический очерк, выпуск пятый Феодосийский уезд, 1915 год, в деревне Семь Колодезей Петровской волости Феодосийского уезда числилось 23 двора (все дворы с землёй) с немецким населением в количестве 21 человек приписных жителей и 129 «посторонних», из которых 71 мужчина и 79 женщин. Жители владели 7129 десятинами удобной земли. В хозяйствах имелось 215 лошадей, 480 волов, 154 коровы и 2427 голов овец, свиней, или коз. Согласно списку 1915 года «…русских подданных из австрийских, венгерских или германских выходцев» землевладельцев, опубликованном в газете «Таврические губернские ведомости» в апреле 1915 года, при деревне Семь-Колодезей значится семейство Рапп, имевшее крупные сельхозучастки: Якуб Тобиасович — 632 десятин, Томас Генрихович — 1080 десятин, Фридрих Генрихович — 1080 десятин, Иоганнес Генрихович — 1450 десятин и Магдалина Яковлевна — 360 дес.. В 1919 году население составило 212 человек.
После установления в Крыму Советской власти, по постановлению Крымревкома, 25 декабря 1920 года был образован Керченский (степной) уезд, а, постановлением ревкома № 206 «Об изменении административных границ» от 8 января 1921 года была упразднена волостная система и село вошло в состав Петровского района Керченского уезда, а в 1922 году уезды получили название округов. 11 октября 1923 года, согласно постановлению ВЦИК, в административное деление Крымской АССР были внесены изменения, в результате которых округа были отменены, Керченский округ слили с Феодосийским, Петровский район упразднили, влив в Керченский район. Согласно Списку населённых пунктов Крымской АССР по Всесоюзной переписи 17 декабря 1926 года, в селе Семь Колодезей, центре сельсовета Керченского района, числилось 82 двора, из них 67 крестьянских, население составляло 372 человека (200 мужчин и 172 женщины). В национальном отношении учтено: 183 немца, 115 украинцев, 57 русских, 8 татар, 6 белорусов, 2 армян и 1 болгарин, действовала немецко-русская школа. Постановлением ВЦИК «О реорганизации сети районов Крымской АССР» от 30 октября 1930 года (по другим сведениям 15 сентября 1931 года) Керченский район упразднили и село включили в состав Ленинского. По данным всесоюзной переписи населения 1939 года в селе проживало 1074 человека. Вскоре после начала Великой Отечественной войны, 18 августа 1941 года крымские немцы были выселены, сначала в Ставропольский край, а затем в Сибирь и северный Казахстан.
С 25 июня 1946 года Семь Колодезей в составе Крымской области РСФСР, а 26 апреля 1954 года Крымская область была передана из состава РСФСР в состав УССР. В 1957 году Семь Колодезей, уже как посёлок, присоединили к Ильичёво (согласно справочнику «Крымская область. Административно-территориальное деление на 1 января 1968 года» — в период с 1954 по 1968 годы).

## Население
Динамика численности населения:
| Годы      | 1889 | 1892 | 1900 | 1904 | 1911 | 1915 | 1918 | 1926 | 1939 |
| --------- | ---- | ---- | ---- | ---- | ---- | ---- | ---- | ---- | ---- |
| Население | 59   | 57   | 98   | 35   | 209  | 150  | 212  | 372  | 1074 |